# علج
العلج في اللغة العربية هو الرجل الغليظ من كفار العجم والعلوج هي جمع علج، وكل صلب وشديد من الرجال يسمى علج. ويسمى الحمار الوحشي بالعلج، لأستعلاج خلقه وغلظه. واعتلج موج البحر أي التطم، واعتلجت الأرض طال نباتها، وفي قاموس المعاني: عَلَجَ الْوَلَدُ : غَلُظَ، وعَلَجَ الْبَعِيرُ : أَكَلَ العَلَجَانَ، وعَلَجَت الناقةُ علَجانًا :بمعنى اضطربت، وعَلَجَ فلانا علْجًا : غلبه والعَلَجُ : صِغار النمل.

الصحاف أشهر من ارتبط اسمه باسم العلوج

ولقد ورد ذكر العلج في حديث قتل عمر بن الخطاب حيث قال عمر عندما طعنه المجوسي لإبن عباس :((يا ابن عباس انظر من قتلني، فجال ساعة ثم جاء فقال: غلام المغيرة، قال الصنع (أي العامل) قال نعم. قال عمر: قاتله الله، لقد أمرت به معروفا، الحمد لله الذي لم يجعل ميتتي بيد رجل يدعي الإسلام، قد كنت أنت وأبوك تحبان أن تكثر العلوج بالمدينة ...)). وكذلك ورد ذكر العلوج على لسان وزير الخارجية والإعلام العراقي محمد سعيد الصحاف، في عهد الرئيس صدام حسين، وعندما تحدث عن جنود الغزو الأمريكي ووصفهم بالعلوج، وارتبط هذا اللفظ العربي باسمهِ في الصحافة الأجنبية، إذ لم تتوفر له ترجمة غير عربية.

## في الشعر
قال أبو البقاء الرندي في مرثيته الشهيرة يصف حال سبي الفرنجة لبنات المسلمين: